# Anne Clark Martindell
Anne Clark Martindell (* 18. Juli 1914 in New York City; † 11. Juni 2008) war eine US-amerikanische Diplomatin und Politikerin (Demokratische Partei).
Sie war vom 28. August 1979 bis zum 7. Mai 1981 als Nachfolgerin von Armistead Inge Selden Botschafterin der Vereinigten Staaten in Neuseeland. Daneben war sie auch in Westsamoa akkreditiert. Vor ihrer Tätigkeit als Botschafterin gehörte sie von 1973 bis 1977 dem Senat des Bundesstaates New Jersey an. Ihre Memoiren mit dem Titel Never too late (dt.: Es ist nie zu spät) wurden 2008 veröffentlicht.
Anne Clark Martindell war die Schwester des Journalisten Blair Clark (1917–2000).